# Casaseca de Campeán
Casaseca de Campeán è un comune spagnolo di 142 abitanti situato nella comunità autonoma di Castiglia e León.